# Pivovar Starobrno
Pivovar Starobrno je brněnský pivovar na Starém Brně, jenž je součástí nizozemské pivovarské společnosti Heineken. Výstav Starobrna (společně se znojemskou filiálkou Hostan) je 914 000 hl ročně. Ve starobrněnském pivovaru se vaří pivo od roku 1325.

## Historie
Právo vařit pivo udělil Brnu král Václav I. roku 1243. Pivovar při klášteru cisterciaček na Starém Brně existuje od roku 1325. (Při přestavbě sladovny v roce 1884 zde byly nalezeny náhrobní kameny z 15. a 15. století.) V průběhu staletí měnil majitele, název Altbrünner Brauerei (česky „Starobrněnský pivovar“) se používá od druhé poloviny 19. století. Koncem 80. let 20. století byla postavena stáčírna láhví a nové provozy ve svahu Žlutého kopce nad pivovarem.

## Produkty

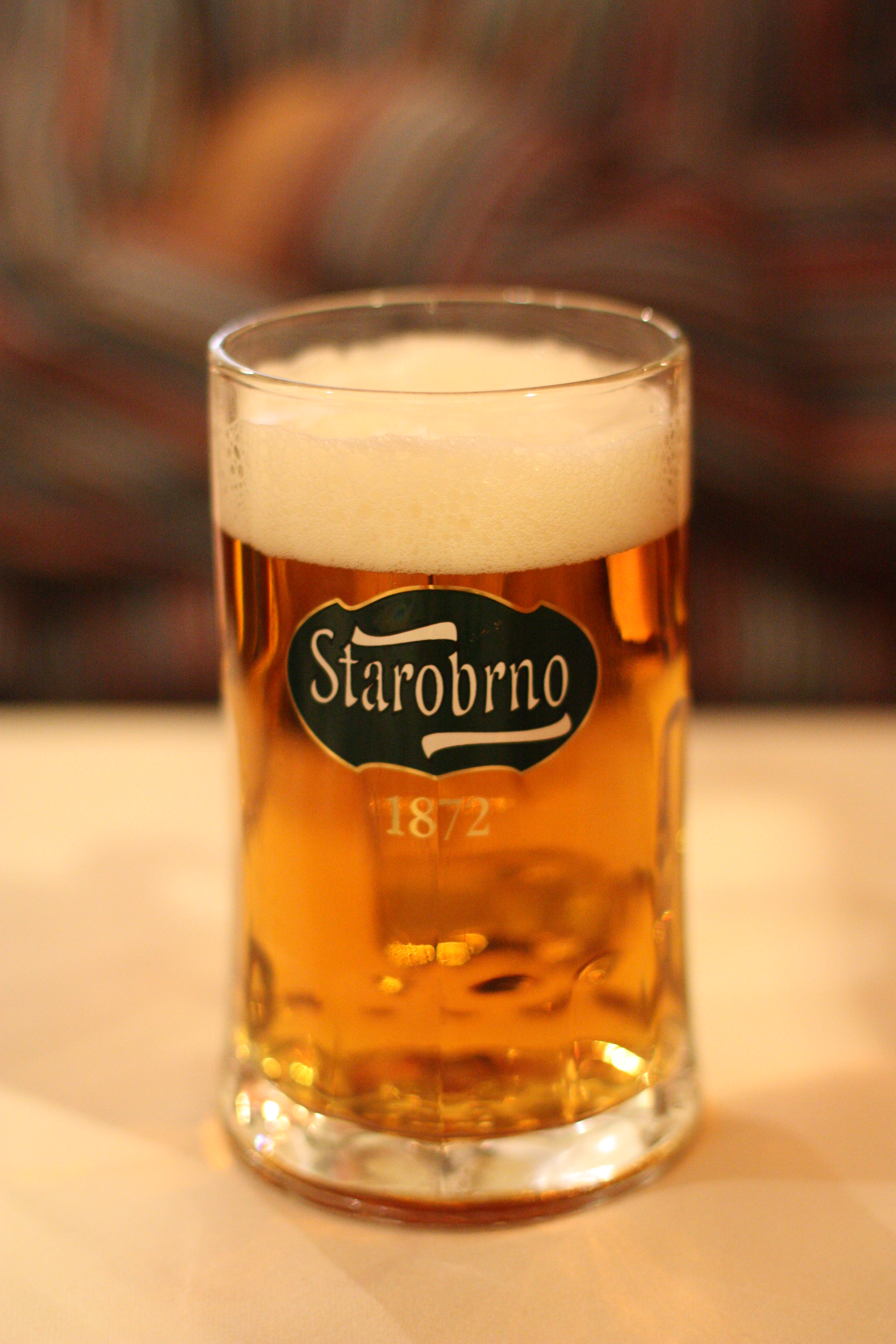
Starobrno

Pivovar vyráběl kromě běžných druhů piv (obchodní jména Osma, Tradiční, Černé, Řezák, Medium, Ležák a Fríí) také speciální piva Baron Trenck (14°), Červený drak (15°) a Black drak (13°). 
Starobrno Reserva 2016 (6,5%) - speciální pivo šestnáctka je tzv. výběr ze sladů s obsahem alkoholu 6,5 procent a má letos krásnou jantarovou barvu. Pivo je už vařeno v létě 2016 a jak jinak než z jakostních moravských surovin. Slad je tentokrát z Litovle, Prostějova a Hodonic. Chmel je z Tršic. První pivo této řady bylo vydáno v roce 2013. Láhev má 0,75l. Jinak je pivo prodejné v sudu o obsahu 30l.
Nyní (2019) má Starobrno ve svém portfoliu tato piva:
- Staré Brno, dříve Starobrno Tradiční (4%, hořkost 23 EBU; barva 12 EBC) - nepasterizované řízné pivo pro všední i sváteční dny, k nevšední zábavě s přáteli doma i ve Vaší hospůdce. Typické svojí barvou, jemně hořkou chutí a sladovou vůní (v roce 2014 dostalo čtyři medaile[kde?])

- Starobrno Medium (4,7%, hořkost 26 EBU; barva 13 EBC)  - chlouba pivovaru, který získal za toto dobré pivo šest medailí. Tento světlý ležák je nepasterizovaný a vyznačuje se bohatou pěnou, neobyčejně lahodnou, plnou, jemně chmelovou chutí a dokonalým řízem.
- Starobrno Drak (5%, hořkost 28,5 EBU; barva 13,5 EBC) - originální nepasterizovaný extra chmelený světlý ležák. Je vařený tradičním způsobem na dva rmuty a po dozrávání ještě prochází speciálním studeným dochmelením. I díky němu se může pochlubit vyváženou chmelovou vůní a chutí s příjemným hořkosladkým dozníváním, nabádajícím k dalšímu napiti. Pěna je sametová. Pivo dostalo 2. místo na Pivexu 2014.
- Starobrno Jedenáctka domů (4,8%, hořkost 27,5 EBU; barva 12,5 EBC) - světlý nepasterizovaný ležák v 1,5l PET láhvi. Vyznačuje se jemnou hořkostí v harmonii s plnou chutí a středním řízem.Interiér provozu pivovaru

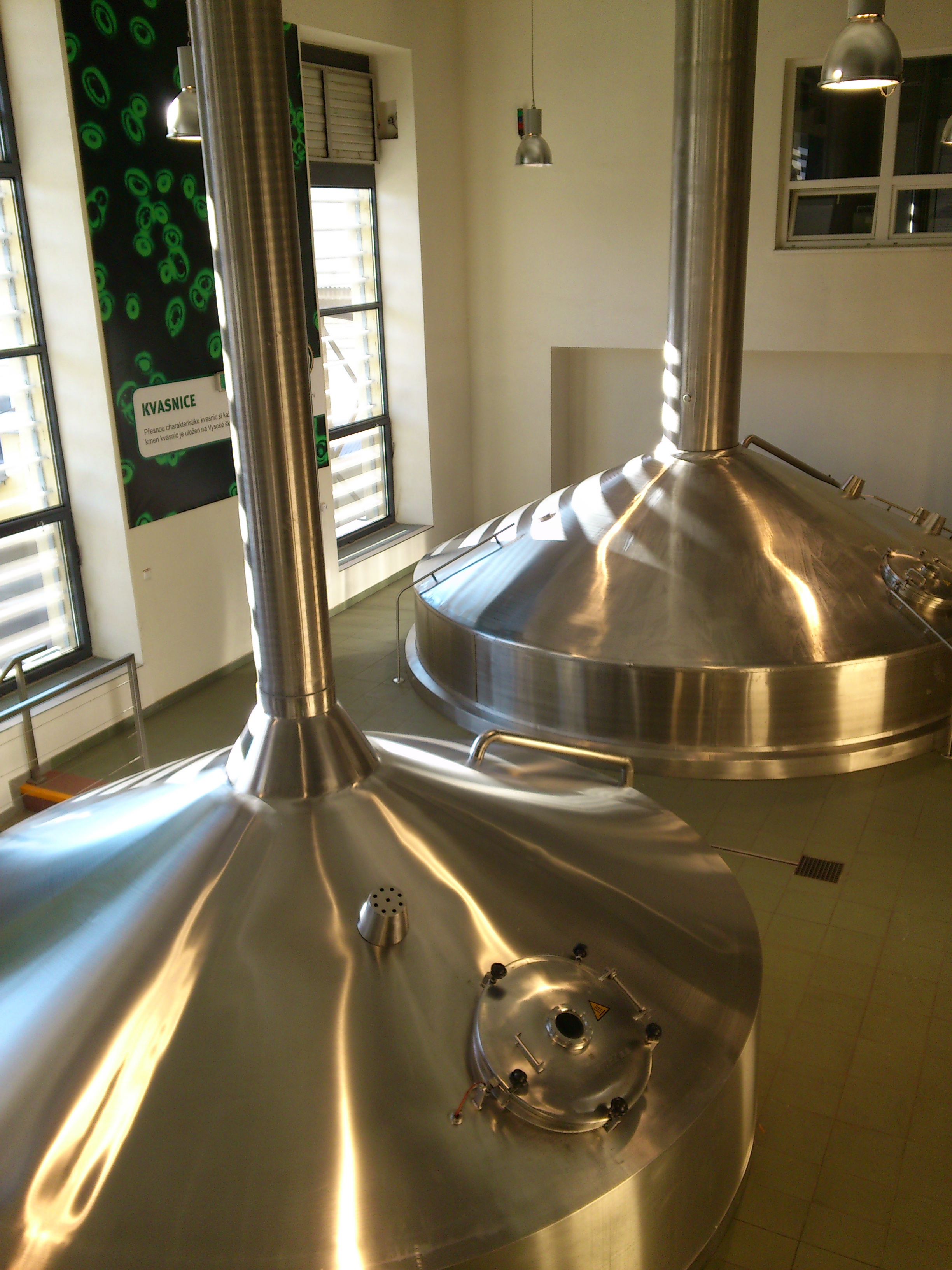
Interiér provozu pivovaru

- Starobrno Nefiltrovaný Ležák (5,0%, hořkost 31 EBU; barva 15,5 EBC) - tento ležák je to nejopečovávanější pivo ze starobrněnského pivovaru. Jde o nepasterizovaný, ale navíc i nefiltrovaný ležák, který má typické zlatavé zakalení způsobené pivovarskými kvasnicemi a obsahuje tak významné množství vitaminu B. Díky kvasnicím má nefiltrovaný ležák plnou chuť s jemným nádechem připomínajícím chléb. Tento ležák nechávají dozrát a zakulatit v ležáckých sklepích pod Žlutým kopcem a pak jej ručně stáčí do sudů. I v jejich provozovnách, kde jej nabízí (prodává se pouze v sudech), musí být dodržovány speciální podmínky pro uchování jeho čerstvosti.

Starobrno licenčně vyrábí slovenské pivo Zlatý bažant, dováží piva značky Heineken, Amstel, Murphy's a Edelweiss. Specialitou v nabídce firmy Starobrno je Zelené pivo (13°), které je každoročně nabízeno na Zelený čtvrtek o Velikonocích. Pivovar tvrdí, že surovina dodávající pivu svěže zelenou barvu je údajně bylinného původu a je tajemstvím starobrněnského sládka, Státní zemědělská a potravinářská inspekce ale nařídila pivovaru změnit prezentaci zeleného speciálu, protože na zelené barvě se podílel i likér obsahující umělé potravinářské barvivo E133.
Portfolio pivních značek doplňují ještě vlastní sudové limonády ZULU kola a ZULU citron a pivní pálenka BierBrand.